# Verny

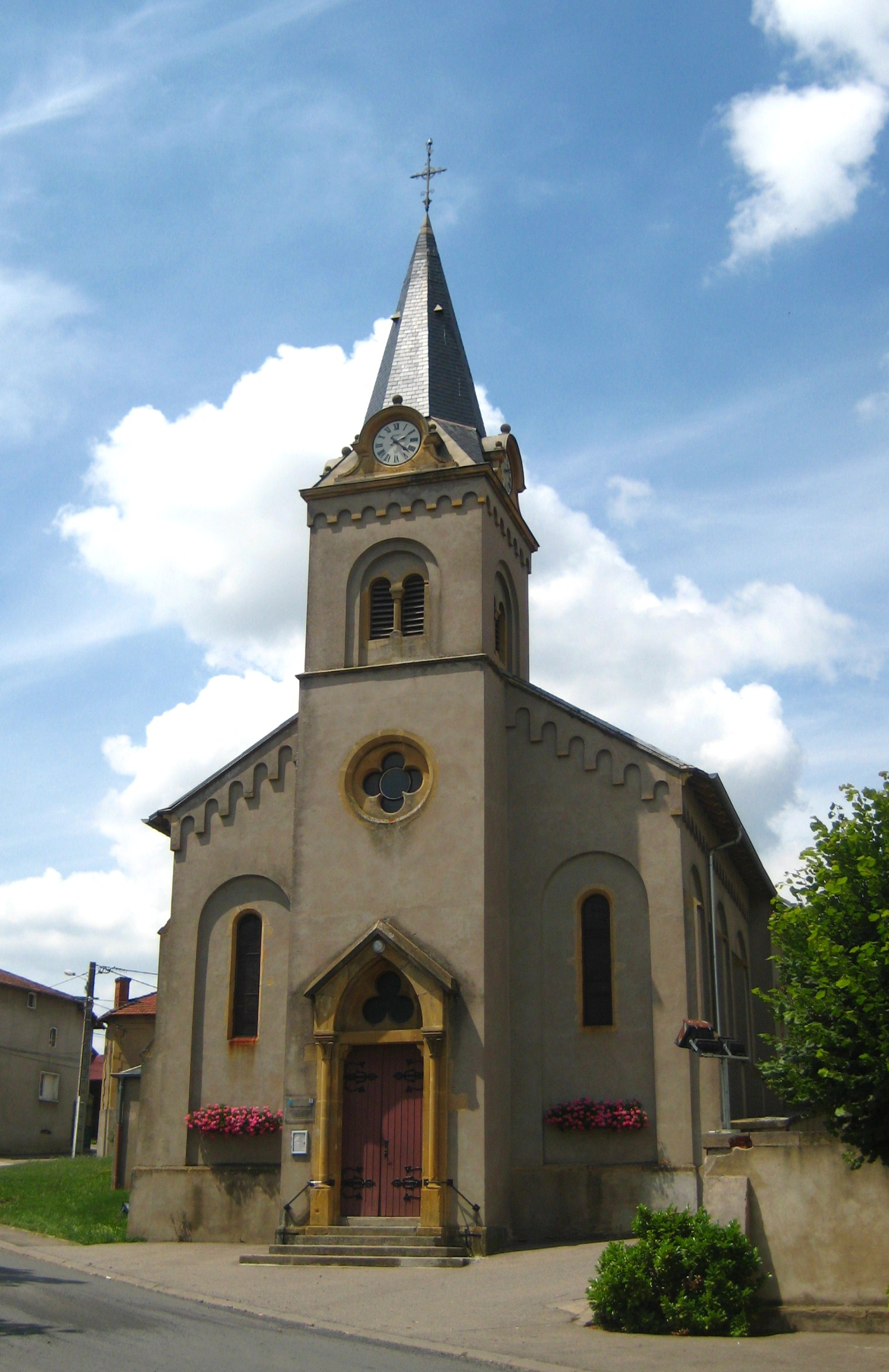
Kirche St. Michael

Verny ist eine französische Gemeinde mit 2056 Einwohnern (Stand 1. Januar 2022) im Département Moselle in der Region Grand Est (bis 2015 Lothringen). Sie gehört zum Arrondissement Metz und zum Kanton Faulquemont.

## Geographie
Die Gemeinde Verny liegt etwa 14 Kilometer südlich der Stadt Metz.

## Geschichte
Der Ort wurde 914 erstmals als Verniacum erwähnt. Er war im Mittelalter Besitz der Bischöfe von Metz.
Das Gemeindewappen wird seit dem 19. Jahrhundert von der verwendet. Laut dem Heraldiker E. de Bouteiller handelt es sich um das Wappen des Hauses Verny, eines ehemaligen Rittergeschlechtes.
Durch den Frankfurter Frieden vom 10. Mai 1871 kam die Region an das deutsche Reichsland Elsaß-Lothringen, und das Dorf wurde dem Landkreis Metz im Bezirk Lothringen zugeordnet. Die Dorfbewohner betrieben Getreide-, Wein-, Obst- und Gemüseanbau.
Zwischen 1904 und 1910 wurde am Nordrand der Gemeinde als Teil des militärischen Festungsgürtels um Metz herum die Feste Wagner (heute Fort de Verny) errichtet.  Sie enthielt vier Infanterieblöcke mit bis zu drei Reihen unterirdischer Kasematten, drei Geschützbatterien mit drehbaren hochkalibrigen Panzertürmen und rund 15 gepanzerte Beobachtungsstände.

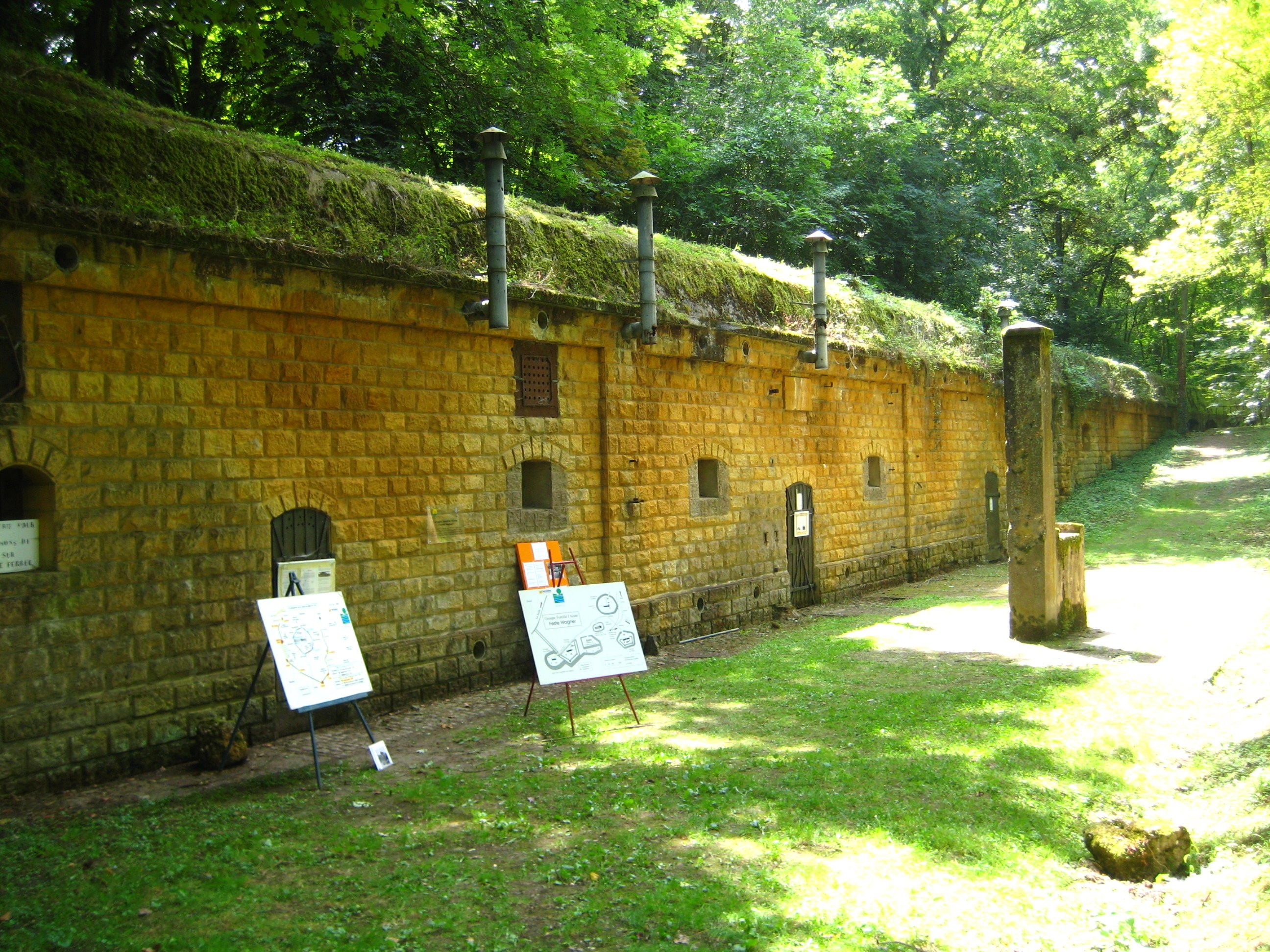
Mauerrest der Festung Wagner
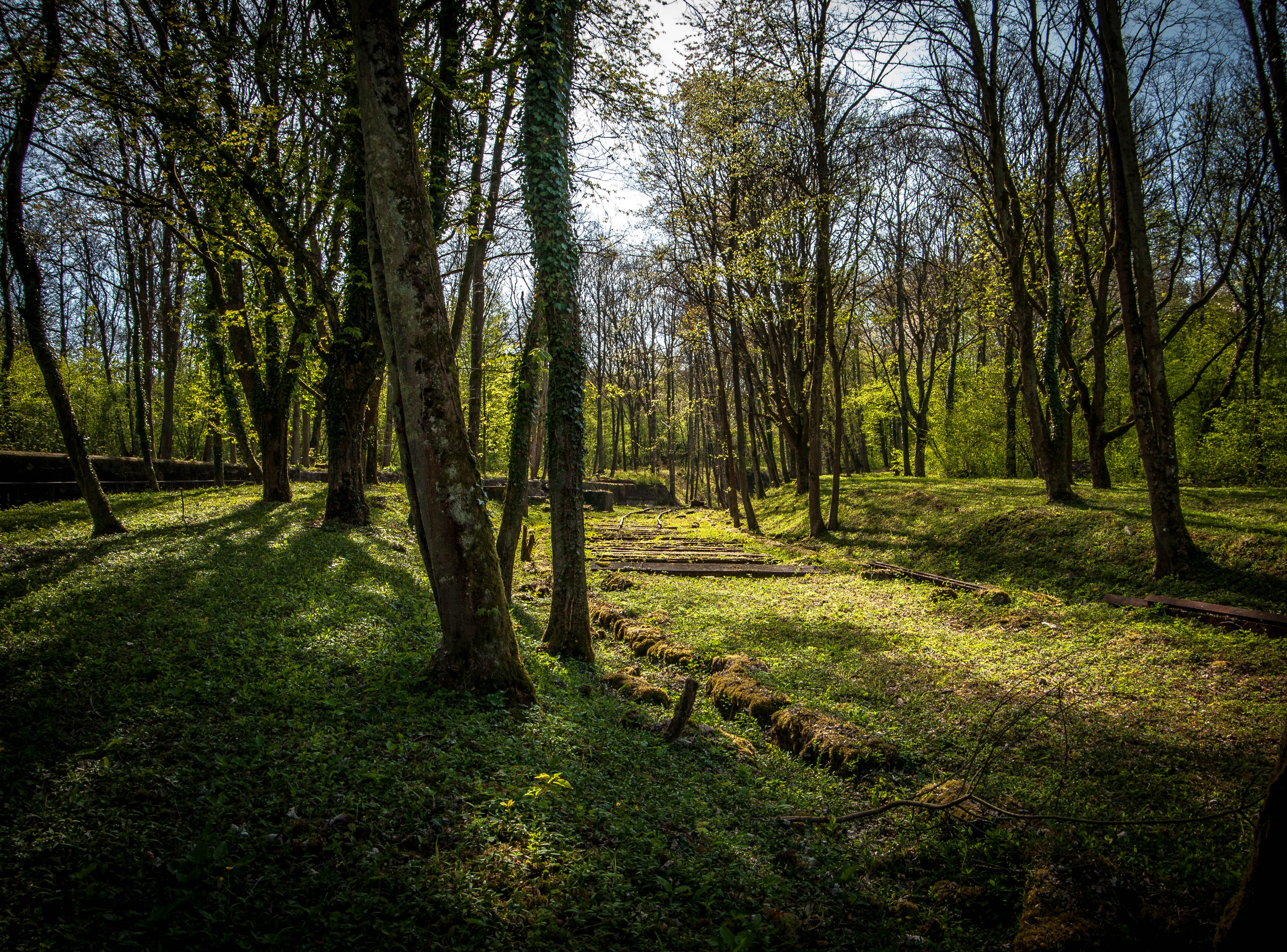
Ehemaliges Gleisbett der Festung Wagner

Nach dem Ersten Weltkrieg musste die Region aufgrund der Bestimmungen des Versailler Vertrags 1919 an Frankreich abgetreten werden und wurde Teil des Département Moselle. Im Zweiten Weltkrieg war Verny von den Deutschen besetzt, die im November 1940 einen Großteil der Einwohner auswiesen; 1944 wurde der Ort von US-amerikanischen Truppen eingenommen und dabei schwer zerstört.
1915 wurde der Ort in Werningen umbenannt.

### Bevölkerungsentwicklung
| Jahr      | 1962 | 1968 | 1975 | 1982 | 1990 | 1999 | 2007 | 2019 |
| Einwohner | 238  | 257  | 1216 | 1467 | 1434 | 1502 | 1900 | 1953 |

## Belege
1. 1 2  Eugen H. Th. Huhn: Deutsch-Lothringen. Landes-, Volks- und Ortskunde, Stuttgart 1875, S. 297  (books.google.de).
2. ↑  Wappenbeschreibung auf genealogie-lorraine.fr (französisch)